# Dálniční most nad potokem Lodina
Dálniční most nad potokem Lodina je most na Slovensku. S výškou 59 metrů byl do dokončení mostu Valy na dálnici D3 nejvyšším mostem na Slovensku.
Most vybudovala společnost Eurovia v letech 2012–2015, v rámci stavby II. úseku D1 Jánovce–Jablonov, projektovala ho společnost Stráský, Hustý a partneři, s. r. o. Je to komorový most se šesti poli, jejichž rozpětí činí 44,8 + 4 × 65 + 54,8 metrů. Je společný pro oba směry dálnice a zajišťuje přemostění hlubokého údolí potoka Lodina. Délka mostu činí 367 metrů.
Z konstrukčního hlediska jde o zajímavost zejména v tom smyslu, že most nebyl budován najednou na celou šířku, ale postupně. Nejprve se pomocí těžké horní výsuvné skruže BERD vybudoval po polích jen 6,5 metru široký a 2,6–4,0 metru vysoký komorový nosník, na nějž se zavěsily prefabrikované jedenáctimetrové vzpěry. Následně se příčný řez pevně spojil. Stejná technologie byla na Slovensku poprvé uplatněna při výstavbě viaduktu přes údolí potoka Hosťová na R1, budovaná mezi roky 2009 a 2011 (tento byl ale o asi čtyři metry užší). Poté se podobnou technologií kromě mostu přes potok Lodina postavily ještě další tři mosty.